# 음력 10월 28일
음력 10월 28일은 음력 10월의 28번째 날이다.

## 사건
- 1394년 - 조선의 도읍을 한양으로 천도하다.
- 2014년 - 헌법재판소가 법무부의 청구를 받아들여 통합진보당 해산을 선고했고, 통합진보당 소속 지역구 의원 3명과 비례대표 의원 2명의 의원직도 모두 박탈되었다.

## 문화
- 2006년 - 지름 18mm, 무게 1.2ｇ의 신 10원 동전(구 10원 동전: 지름 22.86mm, 무게 4.06ｇ)이 발행되기 시작.
- 2013년 - 분당선 망포 ~ 수원 구간이 개통되면서 전 구간 개통.

## 탄생
- 1688년 - 조선 제 20대 국왕 조선 경종.
- 1824년 - 동학의 창시자 최제우.
- 1926년 - 대한민국의 소설가 박경리.
- 1931년 - 대한민국의 천주교 추기경 정진석.
- 1963년 - 대한민국의 가수 정수라.
- 1984년 - 대한민국의 가수 알리.

## 사망
- 1981년 - 대한민국의 문학평론가 조연현.
- 2019년 - 대한민국의 가수 구하라.

## 같이 보기
- 음력 360일: 1월 2월 3월 4월 5월 6월 7월 8월 9월 10월 11월 12월
- 전날:10월 27일 다음날:10월 29일 - 전달:9월 28일 다음달:11월 28일
- 양력:10월 28일
- 음력, 윤달